# Gatliffena
Gatliffena is een geslacht van weekdieren uit de klasse van de Gastropoda (slakken).

## Soort
- Gatliffena fenestrata (Tate & May, 1900)